# 明神山 (奈良県)
明神山（みょうじんやま）は、奈良県北葛城郡王寺町にある標高274mの山である。「明神山（送迎山）」として国の登録記念物に登録されている。

## 概要
金剛山地の北端に位置する。山頂には水神社と悠久の鐘、展望デッキがある。山頂からはほぼ360度にわたって展望が広がり、天候条件によっては遠く阪神地域まで見渡すことが出来る。
2020年には葛城修験の第二十八番経塚が明神山に当たるとする説があることから『「葛城修験」－里人とともに守り伝える修験道のはじまりの地－』の構成文化財の一つとして日本遺産に登録された。

## 交通
JR西日本王寺駅より奈良交通バス、明神四丁目下車。